# 马克-安德烈·弗勒里
马克-安德烈·弗勒里（法語：Marc-André Fleury，1984年11月28日—），加拿大男子冰球运动员，场上位置是守门员。他曾代表加拿大国家队参加2010年冬季奥林匹克运动会冰球比赛，获得一枚金牌。